# Nuova Salhia
Nuova Sahlia (arabo: قسم الصالحية الجديدة, As Salihiyyah Al Jadidah) è una città del Governatorato di Sharqiyya in Egitto. Fa parte della prima generazione di città fondate dall'Autorità per le nuove comunità urbane. La città è stata fondata nel 1982.